# Bev Bevan
Pour les articles homonymes, voir Bevan.
Beverley Bevan, dit Bev Bevan (né le 25 novembre 1944 à Birmingham) est un batteur anglais.

## Biographie
En 1966, Bev Bevan fait partie des membres fondateurs de The Move, et sera le seul, avec Roy Wood, à participer à tous les albums du groupe, s'offrant de rares compositions (Turkish Tram Conductor Blues sur Looking On, Don't Mess Me Up sur Message from the Country) et chantant d'une voix très grave tout aussi rarement (Zing Went the Strings of My Heart sur The Move et Ben Crawley Steel Company sur Message from the Country).
Il suit Wood et Jeff Lynne dans la transition qui voit le Move devenir l'Electric Light Orchestra, au tournant des années 1970, et participera encore une fois à tous les albums du groupe. Lorsque Lynne abandonne l'Orchestra après Balance of Power (1986), Bevan fonde « ELO Part II », qui enregistre deux albums (Electric Light Orchestra Part Two en 1991 et Moment of Truth en 1994) avant que Bevan ne le quitte, en 1999. En 2004, peu après la mort de Carl Wayne, il fonde « Bev Bevan's Move », un geste guère apprécié par Roy Wood.
Il a également collaboré avec Black Sabbath pour la tournée promotionnelle de l'album Born Again (1983-1984), remplaçant Bill Ward, puis a participé à l'enregistrement de l'album The Eternal Idol (1987).